# Бацање ципеле на некога (обичај)
Бацање ципеле на некога, антички је обичај Блиског истока и других дијелова Азије, који се сачувао до данас.

## Историја
Пошто се ципела носи на ногама и људи је газе, она се сматрала нечим нечистим. Један од најуниженијих кућних послова у Исусово вријеме било је прање ногу некоме. То су у домаћинствима гостима радиле слуге, при доласку, а ако домаћинство није имало слуге, то је радила жена или дјевојка - ћерка. И сам Исус је опрао ноге ученицима на Велики четвртак, да би им дао примјер смирења и да једни другима треба да служе. Са друге стране, чин највеће увреде је био ако би неко на некога бацио ципелу, нешто што се гази и што често и смрди од зноја и прашине. Овај обичај (подизања пете или бацања ципеле) је индиректно споменут од Исуса у Јеванђељу по Јовану. Говорећи о свом издајнику Јуди, рекао је: Који са мном хљеб једе, подиже пету своју на мене. (Јован 13:18). И у Псалмима се помиње овај обичај. У 10. стиху 41. псалма се спомиње: ...подиже на ме пету..., а у 10. стиховима 60. и 108. псалма пише и: на Едом ћу обућу своју бацити.
Мунтазар ел Зејди (арап. منتظر الزيدي) је ирачки новинар који је бацио ципелу на Џорџа В. Буша, приликом Бушове посјете Ираку у својству предсједника САД дана 14. децембра 2008. године. Такви случајеви се и даље дешавају на Блиском истоку. Код Срба постоји изрека за човјека без моралних вриједности, да има образ као ђон (неосјетљив, прљав).